# Pamela Hemelrijk

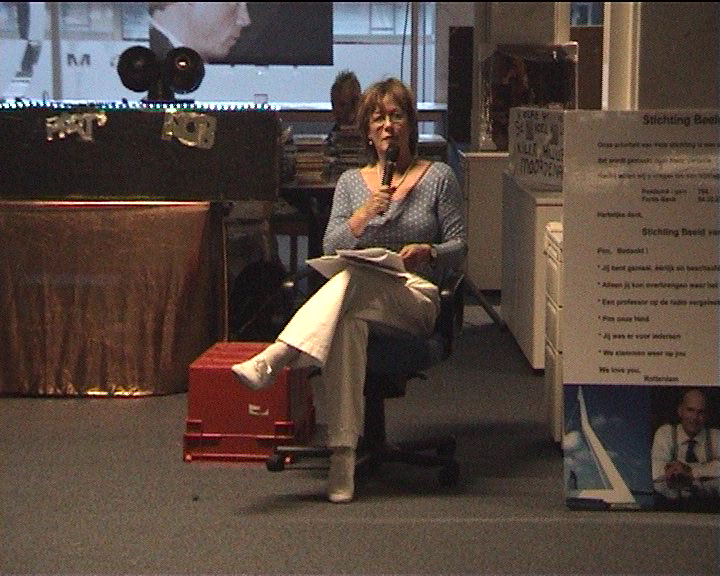
Pamela Hemelrijk in 2003

Pamela Hemelrijk (Amsterdam, 3 juli 1947 – aldaar, 28 september 2009) was een Nederlands journaliste en columniste. Pamela Hemelrijk overleed op 62-jarige leeftijd in de herfst van 2009 aan de gevolgen van een hartstilstand.

## Media
Tot 2002 schreef zij artikelen en columns voor het Algemeen Dagblad. Op 14 mei van dat jaar plaatste Theo van Gogh een door het AD geweigerde column van Hemelrijk op zijn website De Gezonde Roker. Hij was tweemaal zo lang als afgesproken en de redactie was niet gediend van de "scheldkanonnade" die er in stond. Het AD sommeerde haar en Theo van Gogh de column te verwijderen.
In 2002 werd ze geschorst, volgens het AD omdat ze bij de uitreiking van de Nieuwspoortprijs voor de beste verkiezingscampagne iemand met een taart wilde bekogelen, maar Hemelrijk sprak dat tegen. Verder zou ze volgens het AD tegen de algemeen manager van Nieuwspoort gevloekt en gescholden hebben toen hij haar vroeg het perscentrum te verlaten. Het AD wilde haar in 2003 ontslaan; de rechter stak daar echter een stokje voor.
Na de schorsing schreef Hemelrijk drie jaar lang, tot 2006 columns voor het gratis dagblad Metro. Toen zij daar wegens "verjonging" van de krant in 2006 werd ontslagen ging zij opnieuw naar de rechter.
Daarnaast werkte zij twaalf jaar voor het ANP. Verder werkte zij mee aan een aantal websites, zoals De Gezonde Roker van Theo van Gogh, ONS Nederland, KlokkenluiderOnline (van Micha Kat), de website van Stichting Sociale Databank Nederland, Frontaal Naakt, HetVrijeVolk.com, Hoei boei en MeerVrijheid.

## Persoonlijke opvattingen
In haar columns gaf ze blijk van een libertarische visie en richtte ze haar pijlen voornamelijk op politici en de Nederlandse overheid. Bij de Tweede Kamerverkiezingen van 2006 trad Hemelrijk op als lijstduwer voor de partij Nederland Transparant.

### Complotdenken
Fortuyn-complot
Enkele dagen na de moord op Pim Fortuyn op 6 mei 2002, verdedigde Hemelrijk – zelf aanhanger van Fortuyn – in het AD de complottheorie dat de Binnenlandse Veiligheidsdienst (BVD) achter de moord zat, omdat deze Fortuyn als een bedreiging voor het politieke establishment zou zien. Volkert van der G. zou een BVD-infiltrant binnen de milieubeweging zijn.
In Hemelrijk's door het AD geweigerde column, getiteld "I saw a dead man win a fight", die Theo van Gogh op 14 mei op zijn website publiceerde, hield ze de "Hilversumse media", de NPO, medeverantwoordelijk voor de moord en schreef ze dat ze vreesde dat de regering geen middel zal schuwen om te verhinderen dat de LPF als regeringspartij toegang zou krijgen tot notulen van de ministerraad en de dossiers van de BVD.
Hemelrijk lanceerde spoedig ook een andere variant van het moordcomplot. Hierin was de reden voor de moord het feit geweest dat Fortuyn een verklaard tegenstander was van het geldverslindende JSF-project en hij diverse legeronderdelen wilde opheffen en samenbrengen in één krijgsmacht. Hier zagen de Amerikanen Fortuyn als een gevaar voor de stabiliteit van NAVO-lidstaat Nederland en werd gevreesd voor annulering van de miljardenorder rond de JSF als Fortuyn minister-president zou worden. Hemelrijk zag Volkert van der Graaf als precies iemand met het profiel van een huurmoordenaar van de inlichtingendiensten om voor hen vuile klusjes op te knappen.
Eurabië-complot
Hemelrijk was in Nederland een voorloper bij de actieve verspreiding van het Eurabië-complot. In de zomer van 2005 schreef zij hier in Metro een artikel over. Het werd veelvuldig herplaatst op andere websites, eerst op MeerVrijheid, waar ze sinds 2003 vaste columniste was, onder de titel "Oil for Immigration" later bijvoorbeeld op de islamofobe website "Uitkijk" onder de titel "Olie voor moslim-immigratie". Volgens de Eurabië-complottheorie begon de islamisering van Europa met het beleid van de EEG en de Resolutie van Straatsburg van 1975. In dit convenant besloten de 200 parlementsleden van de Parliamentary Association for Eur-Arab Cooperation unaniem om de kennis over de Arabische cultuur en islam in Europa te bevorderen. Volgens de aanhangers van deze complottheorie zou hier in ruil voor economische en politieke samenwerking met de Arabische olie-staten de islamisering via immigratie hebben toegestaan.